# Књижевна награда Мирослав Дерета
Књижевна награда Мирослав Дерета за необјављени роман је српска књижевна награда коју од 2006. године додељује издавачка кућа Дерета. Након гашења награде Деретина књига године, ова је остала једина награда овог издавача. Име је добила по Мирославу Дерети, оснивачу и дугогодишњем уреднику издавачке куће. Награда се састоји од новчаног износа и објављивања рукописа који је добитник.

## Добитници
| Година | Лауреат             | Роман                       |
| ------ | ------------------- | --------------------------- |
| 2006   | Славиша Радовановић | Француска кутија шибица     |
| 2007   | Лаура Барна         | Црно тело                   |
| 2008   | Вида Ненадић        | Zoo Called London           |
| 2009   | Бисера Бошкаило     | Билија                      |
| 2010   | Петар Грујичић      | Беовавилон                  |
| 2011   | Милкица Милетић     | Тера д оро                  |
| 2012   | Роберт Тили         | Издах из стакленика         |
| 2013   | Владислава Војновић | Козје уши                   |
| 2014   | Дејан Мак           | Бергдорф                    |
| 2015   | Петар Зец           | Плес по ужареном песку      |
| 2016   | Бранка Селаковић    | Глинени краљ                |
| 2017   | Сава Стијеповић     | Средоземље                  |
| 2018   | Мирко Демић         | Пустоловине бачког опсенара |
| 2019   | Бранислав Јанковић  | Мачка у коферу              |
| 2020   | Мурат Балтић        | Сазвјежђе пет кућа          |
| 2021   | Мирослав Радошевић  | Гласови из подземља         |
| 2022   | Соња Ражнатовић     | Морбус мунди                |
| 2023   | Тихомир Стевановић  | Трговци сољу                |
| 2024   | Стеван Стефановић   | Мастионицом и пером         |